# Věžovatá Pláně
Věžovatá Pláně (německy Thurmplandles) je obec v okrese Český Krumlov v Jihočeském kraji. Žije zde 163 obyvatel.
Obec se nachází na svazích horského hřbetu oddělujícího údolí Vltavy a Malše. Z obce a okolí je velmi dobrý výhled zejména východním směrem.

## Historie
První písemná zmínka o obci pochází z roku 1366.

## Obyvatelstvo
| Rok            | 1869 | 1880 | 1890 | 1900 | 1910 | 1921 | 1930 | 1950 | 1961 | 1970 | 1980 | 1991 | 2001 | 2011 | 2021 |
| -------------- | ---- | ---- | ---- | ---- | ---- | ---- | ---- | ---- | ---- | ---- | ---- | ---- | ---- | ---- | ---- |
| Počet obyvatel | 218  | 254  | 256  | 268  | 246  | 214  | 222  | 132  | 169  | 141  | 109  | 99   | 111  | 134  | 159  |
| Počet domů     | 35   | 38   | 39   | 39   | 40   | 39   | 44   | 41   | 35   | 31   | 29   | 33   | 44   | 50   | 63   |

## Obecní správa
Mezi lety 1869–1921 Věžovatá Pláně byla jako osada obce k Stříteži v okrese Český Krumlov (v letech 1869–1910 Krumlov). V letech 1930–1950 byla obcí v okrese Český Krumlov (1930) a později v okrese Kaplice. V letech 1961–1990 patřila jako část obce k Zubčicím a od 24. listopadu 1990 je opět samostatnou obcí.

### Části obce
- Věžovatá Pláně
- Dolní Pláně

## Pamětihodnosti
- Kostel svaté Anny

## Galerie

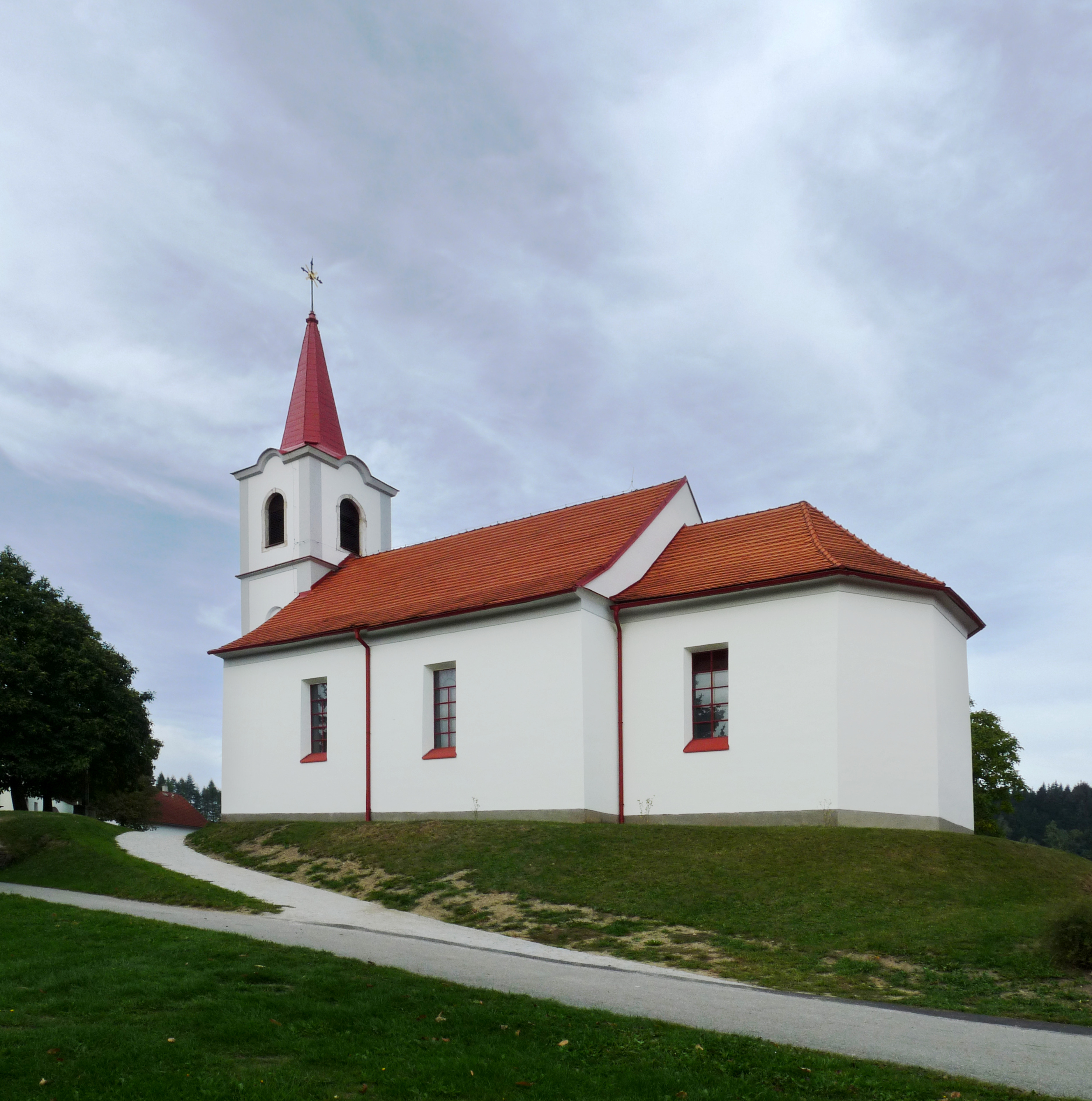
Kostel svaté Anny
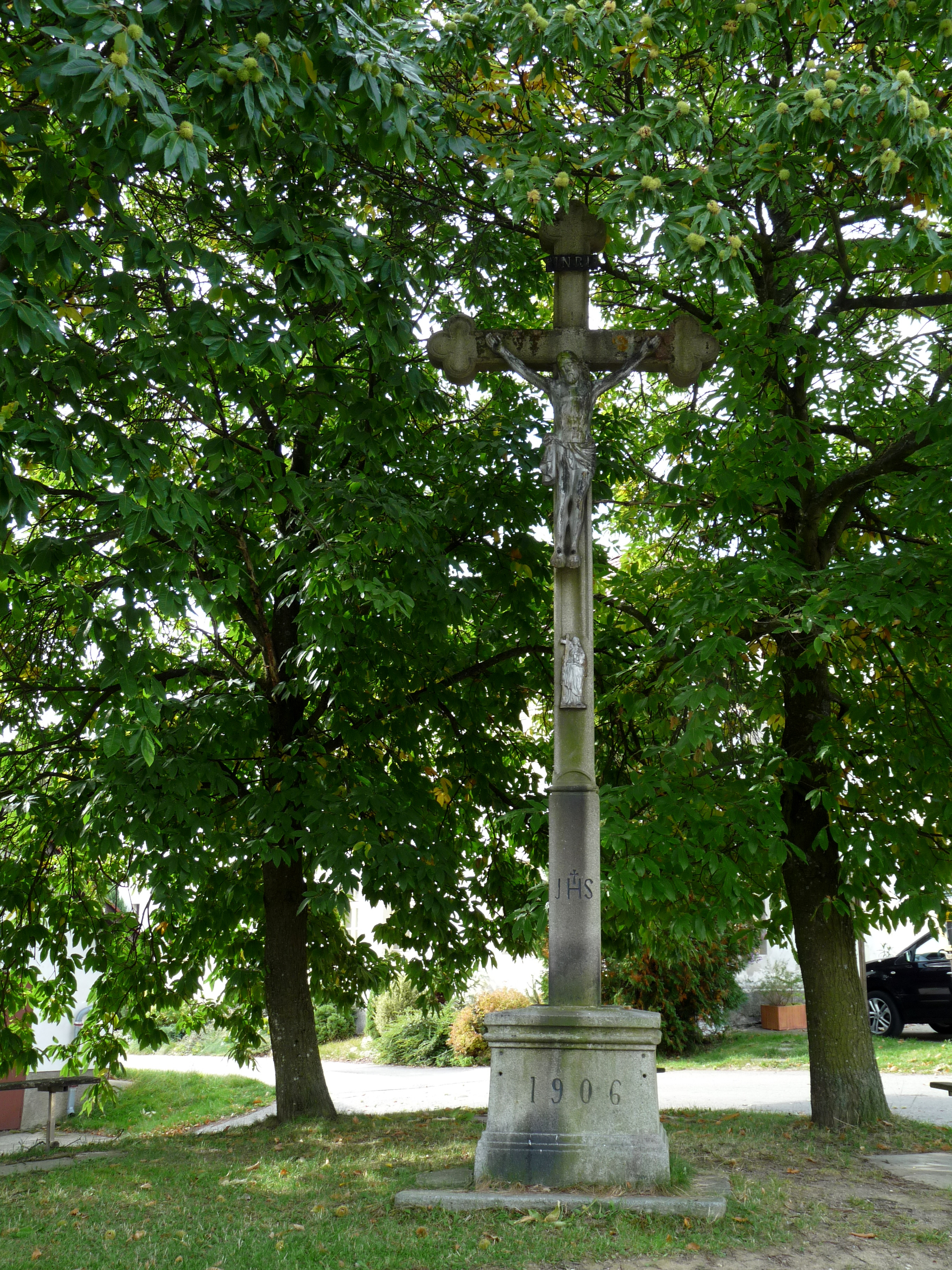
Kříž v centru obce
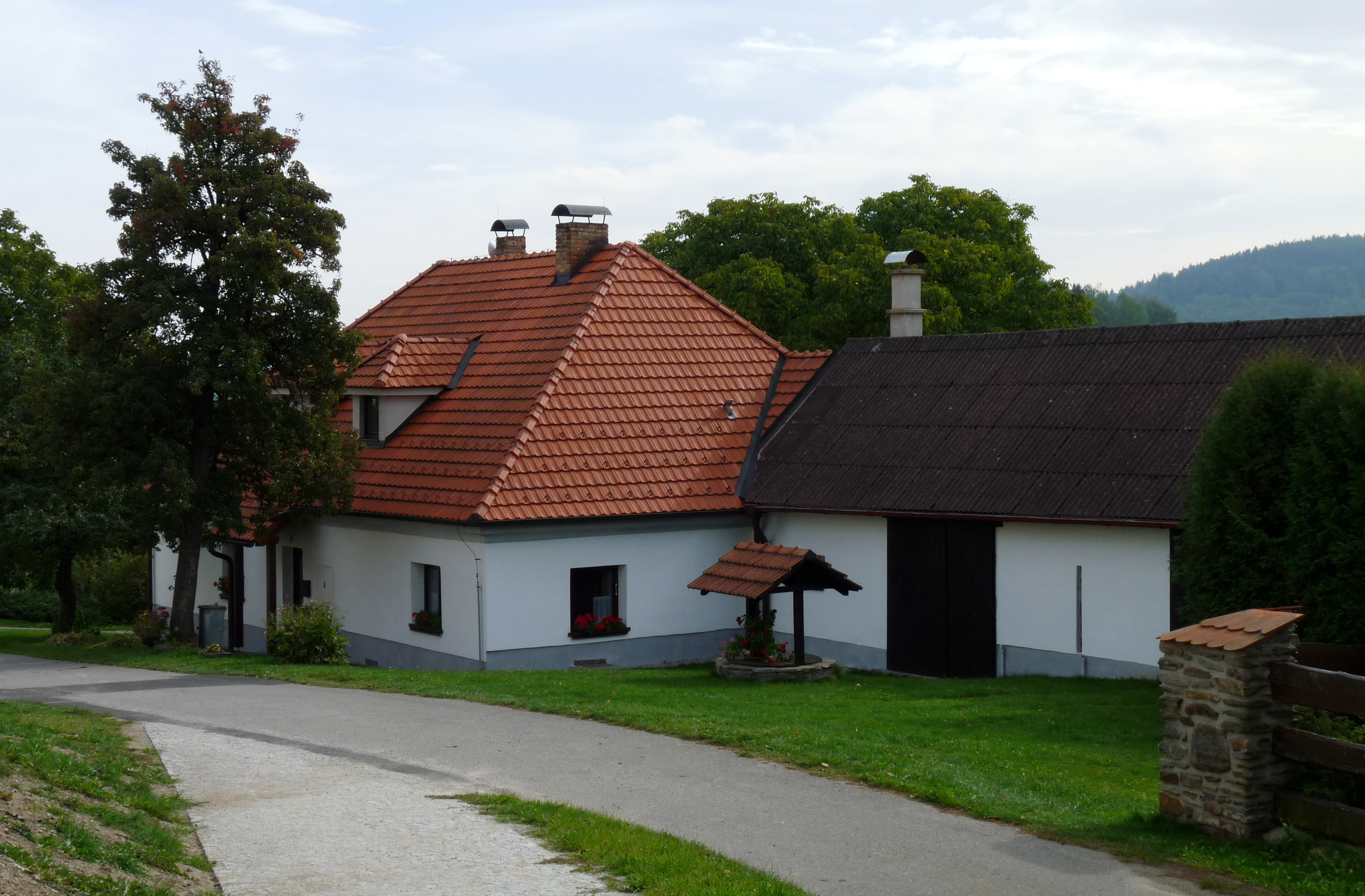
Dům čp. 9